# Garzaia della Rinalda
Garzaia della Rinalda este o arie protejată (arie specială de conservare — SAC, sit de importanță comunitară — SCI) din Italia întinsă pe o suprafață de 38 ha, integral pe uscat.

## Localizare
Centrul sitului Garzaia della Rinalda este situat la coordonatele 45°09′39″N 8°35′36″E / 45.160833°N 8.593333°E.

## Înființare
Situl Garzaia della Rinalda a fost declarat sit de importanță comunitară în iunie 1995 pentru a proteja 51 de specii de animale. Situl a fost protejat și ca arie specială de conservare în iulie 2016.

## Biodiversitate
Situată în ecoregiunea continentală, aria protejată conține 1 habitat natural: Păduri aluvionare cu Alnus glutinosa și Fraxinus excelsior (Alno-Padion, Alnion incanae, Salicion albae).
La baza desemnării sitului se află mai multe specii protejate:
- păsări (46): lăcar mare (Acrocephalus arundinaceus), lăcar-de-mlaștină (Acrocephalus palustris), pițigoi codat (Aegithalos caudatus), pescăruș albastru (Alcedo atthis), rață mare (Anas platyrhynchos), ciuf-de-pădure (Asio otus), buhai de baltă (Botaurus stellaris), șorecarul comun (Buteo buteo), Cettia cetti, erete de stuf (Circus aeruginosus), porumbel de scorbură (Columba oenas), porumbel gulerat (Columba palumbus), cioară neagră (Corvus corone), cuc (Cuculus canorus), pițigoi albastru (Cyanistes caeruleus), ciocănitoare pestriță mare (Dendrocopos major), măcăleandru (Erithacus rubecula), găinușă de baltă (Gallinula chloropus), gaiță (Garrulus glandarius), stârc pitic (Ixobrychus minutus), capîntortură (Jynx torquilla), sfrâncioc roșiatic (Lanius collurio), privighetoare (Luscinia megarhynchos), prigoare (Merops apiaster), gaia neagră (Milvus migrans), codobatura galbenă (Motacilla flava), stârc de noapte (Nycticorax nycticorax), grangur (Oriolus oriolus), pițigoi mare (Parus major), vrabie italiană (Passer italiae), vrabie de câmp (Passer montanus), fazan (Phasianus colchicus), pitulice de munte (Phylloscopus bonelli), pitulice de munte (Phylloscopus collybita), ciocănitoarea verde (Picus viridis), cresteț pestriț (Porzana porzana), sitar de pădure (Scolopax rusticola), cănăraș (Serinus serinus), turturică (Streptopelia turtur), graur (Sturnus vulgaris), silvie cu cap negru (Sylvia atricapilla), mierlă (Turdus merula), pupăză (Upupa epops), nagâț (Vanellus vanellus), Zapornia parva, Zapornia pusilla
- amfibieni (1): Triturus carnifex
- mamifere (1): liliac comun (Myotis myotis)
- nevertebrate (1): fluturele purpuriu (Lycaena dispar)
- pești (2): Barbus plebejus, Cobitis bilineata

Pe lângă speciile protejate, pe teritoriul sitului au mai fost identificate 8 specii de plante, 2 specii de amfibieni, 5 specii de mamifere, 1 specie de nevertebrate, 4 specii de reptile.